# Перераспределение избирательных округов в Калифорнии (2025)
В августе 2025 года губернатор Калифорнии Гэвин Ньюсом и законодатели-демократы штата Калифорния предложили законодательную меру по перераспределению избирательных округов, чтобы дать членам Демократической партии в штате преимущество за счёт перекройки границ избирательных округов штата перед выборами в Палату представителей США 2026 года. Разработанная в ответ на предложенный техасским губернатором Грегом Эбботтом план перераспределения избирательных округов, мера отнимет полномочия у Комиссии по перераспределению избирательных округов граждан Калифорнии до переписи населения США 2030 года.
Перераспределение округов в Калифорнии производится путём принятия Закона о борьбе с фальсификацией результатов выборов, поправки к конституции штата, которая будет вынесена на голосование в Калифорнии 4 ноября 2025 года.

## Предыстория
Законодатели Техаса в июне 2025 года предложили пересмотреть границы избирательных округов штата, с целью получения преимущества республиканцами на выборах в Палату представителей США 2026 года. Демократы в Палате представителей Техаса покинули штат, пытаясь остановить процесс перераспределения избирательных округов, сорвав кворум.
Губернатор Калифорнии Гэвин Ньюсом в ответ предложил, чтобы Калифорния также пересмотрела свою карту избирательных округов, чтобы компенсировать потенциальные джерримендеринги, вызванные перераспределением округов в Техасе. Комиссия по перераспределению избирательных округов граждан Калифорнии является независимым органом, который занимается перераспределением округов в штате. Ньюсом предложил созвать голосование, чтобы временно приостановить работу комиссии и вернуть полномочия по перераспределению округов Легислатуре Калифорнии до конца десятилетия. 11 августа 2025 года он отправил письмо президенту Трампу, заявив, что Калифорния приостановит любые усилия по перераспределению округов в середине десятилетия, если и другие штаты откажутся от своих усилий. Два дня спустя Ньюсом объявил, что дедлайн прошёл, и он будет продолжать свои усилия по перераспределению округов.
Легислатура Калифорнии должна будет принять Закон о борьбе с фальсификацией результатов выборов до 22 августа, чтобы поправка к конституции была вынесена на голосование 4 ноября. Ожидается, что предлагаемая карта будет охватывать пять мест, которые в настоящее время занимают республиканцы.

## Законодательная деятельность
Законопроект будет представлен 18 августа, а голосование по нему в обеих палатах запланировано на 21 августа. Для вынесения вопроса на народное голосование необходимо большинство в две трети голосов членов Легислатуры штата.

## Критика
Поддержка этой меры разделена по партийной принадлежности. Сторонниками меры являются члены Демократической партии, а противниками — члены Республиканской партии.
Мера была предложена губернатором Ньюсомом, который стал её самым активным сторонником. Бывший губернатор Калифорнии Арнольд Шварценеггер выступил против этого предложения. Умеренный республиканец и противник Дональда Трампа, Шварценеггер сыграл в своё время ключевую роль в создании независимой комиссии по перераспределению избирательных округов в штате.